# Dreikantschlüssel

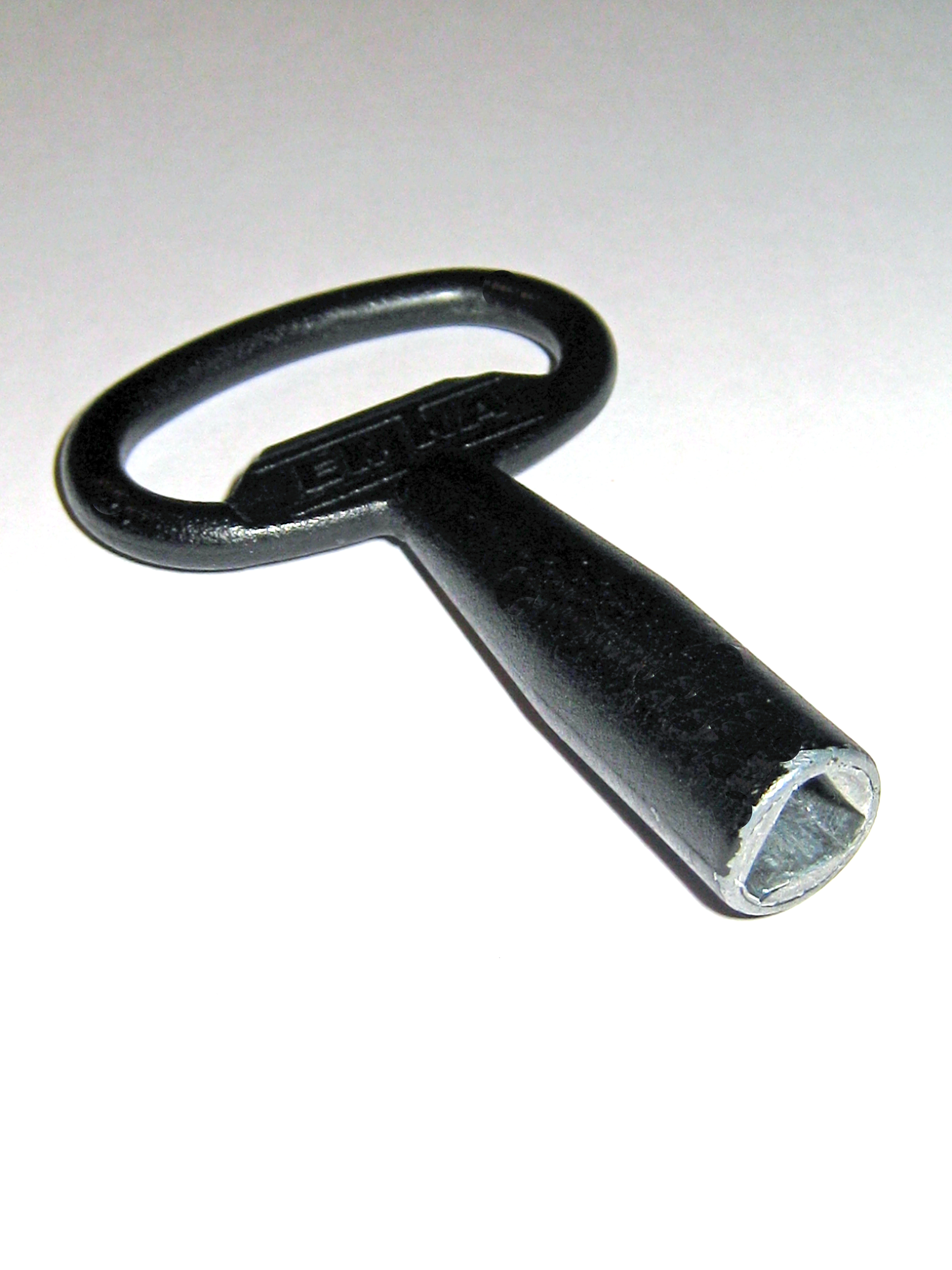
Dreikantschlüssel

Dreikantschlüssel sind, wie der Vierkantschlüssel, Schlüssel zum Betätigen von Schlössern, Schließvorrichtungen, Riegeln, Schaltern etc.
Sie zeigen die gleichen Vor- und Nachteile eines Vierkantschlüssels.
Am gebräuchlichsten sind Dreikantschlüssel mit Innendreikant. Die Schenkellänge beträgt überwiegend 7, 8 und 10 mm.
8-mm-Schlüssel werden sehr gerne für verschließbare Abfallbehälter, Behälterboxen und öffentliche Abfallbehälter (zum Entleeren) an Straßen und Wegen eingesetzt. Auch die Anschlüsse für elektrische Straßenlaternen und Anschlusseinrichtungen der Telekommunikations-Einrichtungen sind teilweise mit Dreikantschlüsseln zu öffnen. Türen von Aufzugsanlagen, besonders jene älterer Bauart, können für Notfälle und zu Servicezwecken mittels Dreikantschlüssel geöffnet werden, obwohl sich die Kabine nicht auf entsprechendem Stockwerk befindet. Solche Manipulationen sind durch besonders instruiertes Personal vorzunehmen.
Absperrpfosten oder Schranken in Zuwegungen (z. B. Feuerwehrzufahrt zu Häusern, Forstwege, Parkplätze, Höhenbegrenzungssperren etc.) können oft mit einem speziellen Dreikantschlüssel („Feuerwehrdreikant“ nach DIN 3223, Schenkellänge 19 mm) geöffnet werden.